# Dansker (album)
Dansker er det fjerde studiealbum af den danske rapper Jokeren, der udkom den 17. november 2014 på Medley Records. Albummet modtog blandede anmeldelser. Dansker debuterede som nummer 25 på hitlisten, med en salgsscore på 409.
Albummets anden single, "Kun os to" modtog platin i januar 2016.

## Spor
| #   | Titel                                | Sangskriver(e)                                    | Producer(e)        | Længde |
| --- | ------------------------------------ | ------------------------------------------------- | ------------------ | ------ |
| 1.  | "Normalt" (featuring Murro)          | Jesper Dahl, Sylvester Sivertsen, Merlin Sterling | Sivertsen          | 4:04   |
| 2.  | "God stil"                           | Dahl, Thomas Holm Hinz, Sivertsen                 | Ezi Cut, Sivertsen | 3:21   |
| 3.  | "Homies"                             | Dahl, Marco Twellmann, Habib Moutran              | Twellmann          | 3:17   |
| 4.  | "Ny dag" (featuring Astrid)          | Dahl, Twellmann, Sterling                         | Twellmann          | 4:30   |
| 5.  | "Du tog fejl" (featuring Sylvester)  | Dahl, Sivertsen, Mona Larsen, Poul Halberg        | Sivertsen          | 4:12   |
| 6.  | "Dansker"                            | Dahl, Twellmann, Niclas Campagnol                 | Twellmann          | 3:28   |
| 7.  | "Ik' evigt" (featuring Søren Rasted) | Dahl, Søren Rasted, Twellmann                     | Twellmann          | 5:28   |
| 8.  | "Tre striber"                        | Dahl, Hinz                                        | Ezi Cut            | 3:05   |
| 9.  | "Du sku' bare vide"                  | Dahl, Tim Braüner, Ole Bjørn                      | Braüner, Bjørn     | 3:19   |
| 10. | "Supersmurt (som jeg er)"            | Dahl, Twellmann, Campagnol, Sterling              | Twellmann          | 3:24   |
| 11. | "Kun os to" (featuring Pauline)      | Dahl, Sivertsen, Twellmann                        | Sivertsen          | 4:17   |

- "Du tog fejl" indeholder genindspilning af "Magi i luften" (1983) af Halberg Larsen.